# Metadonus gracilentus
Metadonus gracilentus é uma espécie de insetos coleópteros polífagos pertencente à família Curculionidae.
A autoridade científica da espécie é Capiomont, tendo sido descrita no ano de 1868.
Trata-se de uma espécie presente no território português.